# Yauyos (província)
Yauyos é uma província do Peru localizada na região de Lima. Sua capital é a cidade de Yauyos.

## Distritos da província
- Alis
- Ayauca
- Ayaviri
- Azángaro
- Cacra
- Carania
- Catahuasi
- Chocos
- Cochas
- Colonia
- Hongos
- Huampara
- Huancaya
- Huangascar
- Huantán
- Huañec
- Laraos
- Lincha
- Madean
- Miraflores
- Omas
- Putinza
- Quinches
- Quinocay
- San Joaquín
- San Pedro de Pilas
- Tanta
- Tauripampa
- Tomas
- Tupe
- Vitis
- Viñac
- Yauyos